# Jean François Alexandre Boudet de Puymaigre
Jean François Alexandre Boudet de Puymaigre, né le 5 octobre 1778 à Metz et mort le 19 mai 1843 à Inglange (Moselle), est un haut fonctionnaire français, préfet du Haut-Rhin, de l'Oise et de Saône-et-Loire sous la Restauration.

## Biographie

### Famille
Il est le fils du maréchal de camp thionvillois François Gabriel Boudet de Puymaigre et de Thérèse de Muzac.

### Carrière
Lorsque la Révolution française éclate, il émigre avec ses parents, puis rentre en France en 1802. À son retour à Metz, pauvre proscrit, il est mis sous surveillance, mais traité avec beaucoup de bienveillance et d'égards par le préfet de la Moselle Jean-Victor Colchen
Entré dans l'administration des finances à Metz, il est nommé contrôleur principal des droits réunis à Briey en 1804, puis à Spire, et est nommé inspecteur d'arrondissement dans le département des Bouches-de-l'Elbe à Hambourg en 1811. 
À la chute de l'empereur, il rentre en Moselle en 1814, et sert comme capitaine des grenadiers royaux à Metz. Mais peu après, pendant les Cent-Jours, il est mis sous surveillance à Nancy, sous le contrôle du préfet de la Meurthe Louis Bouvier-Dumolart.  
Sous la Restauration, il est nommé inspecteur des contributions indirectes à Nantes, puis directeur des finances à Niort, puis à Metz. En juillet 1820, il devient préfet du Haut-Rhin. 
De 1824 à 1828, il est préfet de l'Oise. En récompense de ses services, il est nommé gentilhomme honoraire de la chambre du roi et promu officier de la légion d'honneur le 19 mai 1825. 
Le 3 mars 1828, il devient préfet de Saône-et-Loire. S'étant présenté en vain aux élections de juin 1830 à Metz, il se retire définitivement sur ses terres d'Inglange.
Le 19 mai 1843, à l'âge de 64 ans, le comte de Puymaigre meurt à Inglange, où il est inhumé. 

### Écrit
Il a laissé un cahier de souvenirs, publié par son fils : Souvenirs sur l'émigration, l'Empire et la Restauration publiés par le fils de l'auteur, Paris, librairie Plon, 1884, VII-448 pages.

### Mariage et descendance
Il épouse à Metz le 3 mai 1809 Anne Marguerite Henriette de Gargan (Thionville, 14 octobre 1788 - Inglange, 9 août 1852), fille de Louis Ignace Théodore, baron de Gargan, et de Marie Marguerite Turlure de Vellecour. Dont :
- Théodore Joseph Boudet de Puymaigre, marié avec Marie Caroline Pyrot de Crépy, dont postérité.